# Bandera de Santoña
La Bandera de Santoña es una competición anual de remo, concretamente de traineras, que se celebra en Santoña (Cantabria) desde 1970, organizada por la SD Santoña CR.

## Historia
La primera edición de la regata data de 1970, resultando vencedora la trainera de Orio (Guipúzcoa). El primer dominador de esta regata sería Astillero, logrando cuatro trapos en las primeras siete ediciones. Tras un periodo de dominio alterno llegaría la gran dominadora de la regata: Zumaya. Los guipuzcoanos lograrían seis de las siete banderas disputadas entre 1983 y 1989. Por último Orio lograría a mediados de los noventa tres victorias en cuatro ediciones (1995, 1996 y 1998). Desde entonces y hasta 2010 ninguna trainera ha logrado dos victorias consecutivas, rompiendo Santoña la mala racha.
No se disputó en el año 2007 ya que la trainera del club organizador no compitió en dicha temporada.
A partir de 2009, esta regata es puntuable bien para la Liga ARC, ya que la normativa de dicha liga exige a los clubes que participan en dicha competición, la organización de al menos una regata.
Desde el año 2016, la regata se dedica como Memorial Fernando Palacio "Cho" en homenaje al que fuera patrón de la trainera y presidente de la Sociedad Deportiva Santoña Club de Remo así como directivo de las federaciones Cántabra y Española de Remo, fallecido el 2 de febrero de ese año.
En el año 2020 celebró su 50.ª edición, pese a no estar incluida en el calendario de la Liga ARC debido a las restricciones por la pandemia de COVID-19. Se disputaron sendas regatas en categoría masculina y femenina.

## Categoría masculina

### Historial
| Edición | Año  | Ganador             | Segundo                | Tercero               |
| ------- | ---- | ------------------- | ---------------------- | --------------------- |
| I       | 1970 | Orio                | Astillero              | Pedreña               |
| II      | 1971 | Astillero           | Lasarte Michelín       | Hondarribia           |
| III     | 1972 | Astillero           | Lasarte Michelín       | Santander             |
| IV      | 1973 | Hondarribia         | Astillero              | Santander             |
| V       | 1974 | Orio                | Lasarte Michelín       | Kaiku                 |
| VI      | 1975 | Astillero           | Orio                   | Laredo                |
| VII     | 1976 | Astillero           | Pedreña                | Castro                |
| VIII    | 1977 | Orio                | Lasarte Michelín       | Santurce              |
| IX      | 1978 | Kaiku               | Santurce               | Lasarte Michelín      |
| X       | 1979 | Lasarte Michelín    | Kaiku                  | Hondarribia           |
| XI      | 1980 | Santurce            | Kaiku                  | Orio                  |
| XII     | 1981 | Castro              | Mundaca                | Kaiku                 |
| XIII    | 1982 | Orio                | Zumaya                 | Castro                |
| XIV     | 1983 | Zumaya              | Orio                   | Hondarribia           |
| XV      | 1984 | Zumaya              | Orio                   | Santoña               |
| XVI     | 1985 | Zumaya              | Orio                   | Kaiku                 |
| XVII    | 1986 | Pasajes de San Juan | Zumaya                 | Zierbena              |
| XVIII   | 1987 | Zumaya              | Pasajes de San Juan    | Santoña               |
| XIX     | 1988 | Zumaya              | Santurce               | Kaiku                 |
| XX      | 1989 | Zumaya              | Orio                   | Kaiku                 |
| XXI     | 1990 | Hondarribia         | Castro                 | Zumaya                |
| XXII    | 1991 | Orio                | Kaiku                  | Ciudad de Santander   |
| XXIII   | 1992 | Remeros de San Juan | Zumaya                 | Kaiku                 |
| XXIV    | 1993 | Camargo             | Ciudad de Santander    | Santurce              |
| XXV     | 1994 | Pasajes de San Juan | Zumaya                 | Santoña               |
| XXVI    | 1995 | Orio                | Kalparra (San Pedro B) | Pasajes de San Juan   |
| XXVII   | 1996 | Orio                | Santurce               | Pedreña               |
| XXVIII  | 1997 | Pedreña             | Kaiku                  | Zarauz                |
| XXIX    | 1998 | Astillero           | Mecos                  | Pedreña               |
| XXX     | 1999 | Arkote              | Castro                 | Santurce              |
| XXXI    | 2000 | Zumaya              | Remeros de San Juan    | Arkote                |
| XXXII   | 2001 | Ciudad de Santander | Ondarroa               | -                     |
| XXXIII  | 2002 | Pedreña             | Ciudad de Santander    | Kaiku                 |
| XXXIV   | 2003 | Ciudad de Santander | Arkote - Elantxobe     | Kaiku                 |
| XXXV    | 2004 | Zarauz              | Portugalete            | San Pedro             |
| XXXVI   | 2005 | Pontejos            | Ciudad de Santander    | Zierbena              |
| XXXVII  | 2006 | Isuntza             | Laredo                 | Pontejos              |
|         | 2007 | no disputada        | no disputada           | no disputada          |
| XXXVIII | 2008 | Orio B              | Kaiku                  | Camargo               |
| XXXIX   | 2009 | Santoña             | Getxo                  | Mundaca               |
| XL      | 2010 | Santoña             | Colindres              | Zarauz B              |
| XLI     | 2011 | Portugalete         | Isuntza                | Santoña               |
| XLII    | 2012 | Orio                | Donostiarra B          | Santurce              |
| XLIII   | 2013 | Santurce            | Zierbena               | Santoña               |
| XLIV    | 2014 | Isuntza             | Donostiarra B          | Zumaya                |
| XLV     | 2015 | Donostiarra B       | Zumaya                 | Deusto                |
| XLVI    | 2016 | Oiartzun            | Arkote                 | Donostiarra B         |
| XLVII   | 2017 | Lapurdi             | Donostiarra B          | Pasajes de San Juan B |
| XLVIII  | 2018 | Orio B              | Camargo                | Getxo                 |
| XLIX    | 2019 | Getaria             | Zarauz                 | Deusto                |
| L       | 2020 | San Pedro           | Astillero              | Pasajes de San Juan   |
| LI      | 2021 | Portugalete         | Busturialdea           | Motrico               |
| LII     | 2022 | Lapurdi             | Motrico                | Hibaika               |
| LIII    | 2023 | Lapurdi             | Arkote                 | San Pedro             |
| LIV     | 2024 | Donostiarra B       | Astillero              | Castreña              |

### Palmarés
| Victorias | Club                                                 | Años                                                       |
| --------- | ---------------------------------------------------- | ---------------------------------------------------------- |
| 10        | Orio                                                 | 1970, 1974, 1977, 1982, 1991, 1995, 1996, 2008, 2012, 2018 |
| 8         | Zumaya                                               | 1983, 1984, 1985, 1987, 1988, 1989, 2000, 2005             |
| 5         | Astillero                                            | 1971, 1972, 1975, 1976, 1998                               |
| 3         | San Juan (Pasajes de San Juan - Remeros de San Juan) | 1986, 1992, 1994                                           |
| 3         | Lapurdi                                              | 2017, 2022, 2023                                           |
| 2         | Hondarribia                                          | 1973, 1990                                                 |
| 2         | Santurce                                             | 1980, 2013                                                 |
| 2         | Pedreña                                              | 1997, 2002                                                 |
| 2         | Ciudad de Santander                                  | 2001, 2003                                                 |
| 2         | Isuntza                                              | 2006, 2014                                                 |
| 2         | Santoña                                              | 2009, 2010                                                 |
| 2         | Portugalete                                          | 2011, 2021                                                 |
| 2         | Donostiarra                                          | 2015, 2024                                                 |
| 1         | Kaiku                                                | 1978                                                       |
| 1         | Lasarte Michelín                                     | 1979                                                       |
| 1         | Castro                                               | 1981                                                       |
| 1         | Camargo                                              | 1993                                                       |
| 1         | Arkote                                               | 1999                                                       |
| 1         | Zarauz                                               | 2004                                                       |
| 1         | Pontejos                                             | 2005                                                       |
| 1         | Oiartzun                                             | 2016                                                       |
| 1         | Getaria                                              | 2019                                                       |
| 1         | San Pedro                                            | 2020                                                       |

## Categoría femenina

### Historial
| Edición | Año  | Ganador | Segundo | Tercero  |
| ------- | ---- | ------- | ------- | -------- |
| II      | 2020 | Hibaika | Isuntza | Castreña |

### Palmarés
| Victorias | Club    | Años |
| --------- | ------- | ---- |
| 1         | Hibaika | 2020 |